# Shōgitai
El Shōgitai (彰 義 "," Liga para Demostrar Justicia ") era un cuerpo de élite del shogunato formado en 1868 durante el período de Bakumatsu en Japón.

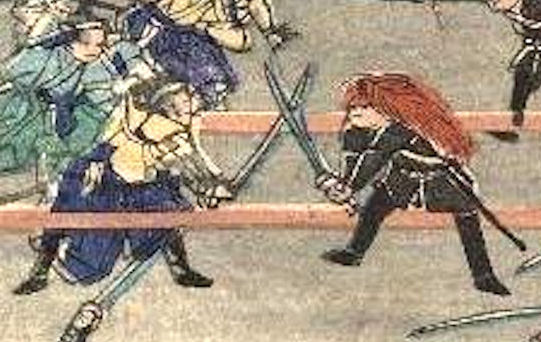
Duelo entre un Shōgitai y un Shaguma en la Batalla de Ueno

El Shogitai tomó un papel importante en las batallas de la Guerra Boshin, especialmente en la Batalla de Toba-Fushimi y la Batalla de Ueno, donde casi fueron exterminados.